# Campionat internacional d'esgrima de 1927
El Campionat internacional d'esgrima de 1927 fou la sisena edició de la competició que en l'actualitat es coneix com a Campionat del Món d'esgrima. Es va disputar a Vichèi.

## Resultats
| Proves            | Or              | Plata              | Bronze              |
| Espasa            |                 |                    |                     |
| Espasa individual | Georges Buchard | Fernand Jourdant   | Xavier de Beukelaer |
| Floret            |                 |                    |                     |
| Floret individual | Oreste Puliti   | Philippe Cattiau   | Gioacchino Guaragna |
| Sabre             |                 |                    |                     |
| Sabre individual  | Sándor Gombos   | Ödön Tersztyánszky | Gyula Glykais       |

## Medaller
| Posició | País    | Or | Plata | Bronze | Total |
| 1       | França  | 1  | 2     | 0      | 3     |
| 2       | Hongria | 1  | 1     | 1      | 3     |
| 3       | Itàlia  | 1  | 0     | 1      | 2     |
| 4       | Bèlgica | 0  | 0     | 1      | 1     |
| TOTAL   | TOTAL   | 3  | 3     | 3      | 9     |